# Guido Goldschmiedt
Guido Goldschmiedt, né le 29 mai 1850 à Trieste et mort le 6 août 1915 à Gainfarn, est un chimiste autrichien. 
Il a collaboré avec Robert Bunsen à Heidelberg et Adolf von Baeyer à Strasbourg. En 1891, il devient professeur titulaire à l'Université de Vienne et plus tard à l'Université de Prague. Ses résultats les plus remarquables ont été d'établir la structure de plusieurs composés naturels dont la papavérine et l'acide ellagique.

## Biographie
Guido Goldschmiedt est né à Trieste, en Autriche-Hongrie. Il commence à étudier l'économie à l'école de commerce de Francfort-sur-le-Main. En 1869, il retourne à Vienne où vit une partie de sa famille, et étudie la chimie à l'Université de Vienne. Il y assiste aux conférences de Josef Redtenbacher et Franz Cölestin Schneider - les chimistes les plus éminents de l'époque à Vienne. En 1871, il entre à l'Université de Heidelberg, en Allemagne où il obtient son doctorat pour travailler avec Robert Wilhelm Bunsen et son assistant Blum dans le domaine de la chimie analytique inorganique des minéraux. Pour un poste postdoctoral, il rejoint le laboratoire d'Adolf von Baeyer à l'Université de Strasbourg. 
Goldschmiedt a travaillé dans le domaine de la chimie organique pendant deux ans, mais a également étudié la minéralogie et la cristallographie avec Paul Heinrich von Groth. Pendant ce temps, Emil Fischer et Franz S. Exner travaillent également avec Baeyer à Strasbourg. Pour Goldschmiedt, le séjour à Strasbourg se termine brusquement lorsqu'il rejoint le groupe de Schneider à l'Université de Vienne. Après son habilitation en 1875, il est envoyé comme observateur officiel à l'exposition universelle à Philadelphie en 1876. Après avoir visité la Californie, il retourne à Vienne et se marie en 1886. Il faut attendre 1890 pour qu'il devienne professeur assistant à l'Université de Vienne et seulement un an plus tard, il devient professeur titulaire. En 1891, il s'installe à l'Université allemande Charles-Ferdinand de Prague et y travaille pendant 20 ans. Entre-temps, il reçoit le prix Lieben en 1892 et devient membre du conseil d'administration de la Société allemande de chimie (de) en 1900 et 1901. En 1911, il succède à Zdenko Hans Skraup à l'Université de Vienne et est alors principalement impliqué dans des tâches administratives, telles que la supervision de la construction du bâtiment du laboratoire et la réorganisation de l'institut. À partir de 1914, sa santé se détériore lentement mais régulièrement, entraînant sa mort le 6 août 1915.

## Travaux
Le point de départ des recherches de Goldschmiedt à l'Université de Strasbourg est la synthèse du diphényl trichloroéthane à partir de bromal (en) (CBr 3 CHO) et de benzène et suivie d'une réduction avec du zinc chaud formant du stilbène. À Vienne, il s'est tourné vers la chimie des produits naturels des plantes. Il a constaté que les relations entre l'acide érucique, l'acide brassidinique et l'acide béhénique correspondent à la relation dans les trois acides gras oléique, élaïdique et acide stéarique. 
Goldschmiedt a également amélioré la méthode de Victor Meyer pour déterminer, par densité de vapeur, la masse moléculaire de composés à bas point d'ébullition. L'indralite minérale et le stupp contenant du mercure (le stupp est un mélange de mercure, de poussière, de suie et de minerai n'ayant pas réagi, produit lors du processus de fusion du mercure) produit à partir de celui-ci sont le point de départ de ses recherches sur les hydrocarbures aromatiques polycycliques, en particulier les deux composés idryle (en) et pyrène. Cette recherche l'occupe entre 1877 et 1883. Au cours des cinq années suivantes, il se concentre sur la détermination de la structure de la papavérine - un composé trouvé dans les graines de pavot et d'opium. Avec sa neuvième publication sur ce sujet en 1889, il conclut que la structure de la papavérine a été résolue. À l'Université de Prague, Goldschmiedt a dû effectuer des analyses de l'eau potable en Bohême qui ont ralenti ses recherches dans d'autres domaines. Par conséquent, la détermination de la structure de la scutellarine lui a pris de nombreuses années : après la première publication sur ce sujet en 1901, ce n'est qu'en 1910 qu'il a réussi à obtenir suffisamment de matériel de départ pour des études plus détaillées. À Prague, il a également étudié la glucuronolactone et la ratanhine – une substance présente dans le bois dur Ferreira spectabilis (Sucupira amarela). Cette substance était entreposée depuis les premiers tests effectués par un élève de Rochleder en 1868. Bien que seule une petite quantité soit disponible, Goldschmiedt réussit à déterminer que la substance est la méthyltyrosine.